# アディ・エンドレ
アディ・エンドレ（Ady Endre、1877年11月22日 - 1919年1月27日）は、ハンガリーの詩人。20世紀ハンガリー文学だけでなく、ハンガリー文学全体を通して最も重要な詩人の一人である。ハンガリーのボードレールと称される。

## 生涯
トランシルヴァニア地方のエールミンセント（Érmindszent）にて、貧しい貴族の子として生まれた。二人きょうだいの長男である。エールミンセントは現在、ルーマニアのサトゥ・マーレ県の「アディ・エンドレ」という名前の村になっており、ハンガリーでは「Adyfalva（アディの村）」と呼ばれている。Zilah（現在のルーマニア、サラージュ県のザラウ）のプロテスタント学校を卒業し、デブレツェンで法律を学ぶ。学業を終えた後にジャーナリストとなり、1899年に第一詩集「詩集」（Versek）を出版する。しかし、間もなくデブレツェンにうんざりしてしまったアディは、文化的に豊かな生活を求めてナジヴァーラド（現在のオラデア）に移った。後に、デブレツェンは彼の詩における後進性の象徴として扱われる事となる。
ナジヴァーラドでジャーナリストとして働き、同好の士と付き合う事は彼の視野を広げる事となった。1903年には第二詩集を出したが、依然として無名に近い存在だった。しかし、1903年の8月にDiósi Adél Brüllという一人の女性と出逢った事で、彼に重大な転機が訪れる。パリに住み、たまたまナジヴァーラドの実家を訪れていた彼女は裕福で、そうして既婚者であった。レーダ（Léda）（アディは自らの詩の中で彼女をそう呼んだ）は彼のムーサ（詩の女神）となった。彼女への愛、そしてパリへの随行が、彼の才能を開化させるきっかけとなったのである。パリへの訪問は1904年から1911年の間で7回にも及び、1年間にもわたる最初の訪問の後には、ブダペシュト日報（Budapesti Napló）へ就職し、500を超す記事と、多数の詩を発表した。また、政治にも興味を持つようになり、“20世紀”（Huszadik Század）という急進主義的な団体に所属した。
そして1906年、第三詩集「新詩集」（Új versek）が出版される。この詩集は文学史上の画期的な業績であり、ハンガリー近代詩の曙であった。ただ、真の成功と、批評家からの賞賛をもたらしてくれたのは、第四詩集「血と金」（Vér és arany）であった。
1906年、時の首相が退陣させられると、勤めていたブダペシュト日報がその政権を支持していた事を理由に、アディはこの国を離れる事を決意、再びパリへと向かった。1907年にはブダペシュト日報を退職。
1908年、文芸誌「ニュガト」（Nyugat、ハンガリー語で“西”の意）が創刊され、創刊号にアディの詩と評論が掲載された。これ以降、彼はこの雑誌に心血を注ぎ、1912年以降は編集にも加わった。また、1908年には、ナジヴァーラドにおいて文学サークル「ホルナップ」（Holnap、ハンガリー語で“明日”の意）を設立し、アディの他、バビチ・ミハーイ（Babits Mihály）、ユハース・ジュラ（Juhász Gyula）、バラージュ・ベーラなどの詩を収録した1冊のアンソロジーをこのサークルより出版した。しかしこのアンソロジーは世間に理解されず、非難に晒される事となる。多くの人々がこのアンソロジーに含まれた詩篇の官能性を攻撃し、アディに関しては、文化的に豊かな生活へ憧れながら、現実にはハンガリーの田舎くさい厳しい農民世界に生きている、という対比を強調させた詩が愛国心を欠いているとして批判された。
この頃アディは、自分の人気に便乗しようとするような詩人達といっしょくたに語られるのを嫌い、アディの作った流行を後追いしようとする連中を嘲笑した「The duk-duk affair」という掌編を書いた。
「ニュガト」は、間違いなくハンガリー文学史において最も重要な雑誌である。そしてアディは単に編集者というだけでなく、雑誌のシンボルでもあった。しかし「ニュガト」は政治問題を扱う雑誌ではなかったので、その事に飽き足らないアディは新聞など他の媒体にも寄稿し、当時の政治状況を厳しく批判した。アディは政権政党が振りかざすナショナリズムを嫌っていたが、同時に社会民主党のアンチ・ナショナリズムもまた非難した。なぜならば彼は、先進国に対するハンガリーの後進性は充分に知っていながら、同時にまた、他の西洋諸国が犯している過ちについても明確に理解していたからである。
快楽主義的な生活によって体調を崩したアディは、1909年頃から度々療養所における治療を必要とするようになる。そしてこの頃になると国内の政治は危機的な状況を迎えつつあった。労働者達による政府抗議行動が起こるようになってきており、アディは革命が近づいている事を肌で感じた。しかし同時に彼の人生もまた、危機的な状況を迎えつつあった。レーダとの情事が、徐々に負担となってきていたのである。アディが有名になるにつれ、二人の関係は変化していき、レーダの担っていた主導的な役割は、徐々に失われていった。1912年4月、二人は破局した。
1914年、アディは二十歳のBoncza Bertaと出会う。彼女とは、1911年から手紙のやり取りを交わしていた仲である。1915年、Bertaの父親の反対を振り切り、二人は結婚する。アディの詩の中では、Bertaはチンスカ（Csinszka）と呼ばれている。
1914年にフランツ・フェルディナント大公暗殺事件（サラエヴォ事件）が発生、アディにはこの事件が戦争に発展する事が分かった。アディの知人は皆戦争に熱狂したが、アディは独り取り残されたように未来への怖れと不安を感じていた。1918年、最後の詩集を発表。最後の詩「Üdvözlet a győzőnek」（勝利への挨拶）を書き上げた頃には既に末期的な病に犯されており、現代作家の団体であるヴェレシュマルティ学会の会長に選出されるも、遂に開会の挨拶を述べる事はできなかった。1919年1月27日、ブダペシュトにて死去。

## 詩業
1900年代初頭のハンガリーでは、ペテーフィ・シャーンドルの民族的なスタイルを受け継ぐ詩が作られるべきだと主張されていたが、ペテーフィが持っていた情景や考え方（無論、その才能もだが）は既に失われており、かといってそれを新たに発展させるというのも不可能な事であった。このような状況で、アディは伝統を打ち破り、新しい、近代的な形式を推し進めた。アディ自身は、自分を孤独で、真価を認めてもらえない革命児だと見做したがったにもかかわらず、同世代の詩人のほとんどは彼を支持し、そのうちの多くがアディのスタイルを模倣した。
アディの最初の2つの詩集は、未だペテーフィ、ワイダ・ヤノーシュ（Vajda János）といった19世紀詩人の影響下にあり、何ら新しさは認められない。彼独自のスタイルの片鱗が最初に現れてくるのは、詩ではなく、評論文などの散文であった。
アディがボードレールとヴェルレーヌの影響を受けているのは間違い無い。彼は度々象徴主義という言葉を用い、詩に繰り返し現れるテーマは神、ハンガリー、生存競争であった。その他のテーマは彼の人生の特定の期間における現実的な事柄（金、神、生と死、レーダ、チンスカ）である。

## 詩集一覧
- 詩集 (Versek、1899年)
- もう一度（Még egyszer、1903年)
- 新詩集(Új versek、1906年)
- 血と金(Vér és arany、1907年)
- エリアの馬車で(Az Illés szekerén、1909年)
- 愛されたい(Szeretném, ha szeretnének、1910年)
- あらゆる神秘的な詩(Minden-Titkok versei、1911年)
- 逃亡生活(Menekülő Élet、1912年)
- マルガリータの生の渇望(Margita élni akar、1912年)
- 私達の愛(A magunk szerelme、1913年)
- 誰が私を見たのか？(Ki látott engem?、1914年)
- 死へ(A halottak élén、1918年)
- 最後の船(Az utolsó hajók、1923年)

## 日本語翻訳リスト
- 詩
  - 「アディ詩集抄」（徳永康元訳、『世界名詩集大成 第15 北欧・東欧』（平凡社、1964）所収）
  - 『アディ・エンドレ詩集』（徳永康元、池田雅之訳・編、恒文社、1977）
  - 『新詩集』（原田清美訳、未知谷、2006.2）

- 散文
  - 不器用な詩人達の物語り（岩崎悦子訳、『ハンガリー短編集 1』（大学書林、1985）所収）